# Вулиця Воля (Львів)
Вулиця Во́ля — вулиця у Франківському районі міста Львів, у місцевості Новий Світ. Пролягає від вулиці Маковея до вулиці Цегельського.
Виникла на початку XX століття, не пізніше 1927 року отримала назву Дзіслевського. Сучасна назва — з 1935 року, на честь однієї з дільниць міста Варшава. У період німецької окупації мала назву Веберґассе, на честь німецького композитора Карла Вебера.
Забудова вулиці Воля та сусідніх вулиць належить до 1920-х—1930-х років, коли у даній місцевості звели квартал дво- та триповерхових будинків у експериментальному на той час стилі баухауз. У 2000-х роках деякі будинки суттєво перебудували.